# Мисс Исландия

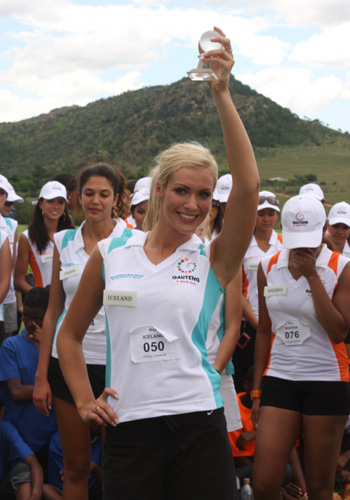
Победительница конкурса Мисс Исландия 2008 года Алехсандра Иварсдоуттир.

Ми́сс Исла́ндия (исл.: Ungfrú Ísland) — ежегодный национальный конкурс красоты в Исландии.
Проводится с 1950 года. Первоначально назывался «Мисс Рейкьявик» (Ungfrú Reykjavík). С 1951 по 1953 год конкурс не проводился, а в 1954 году был впервые проведён под современным названием.
Конкурс проводится в несколько этапов. Вначале определяются 6-7 победительниц от каждой из региональных областей Исландии и от столицы — города Рейкьявик. Часть из них отсеивается и в итоге остаётся 20-24 кандидаток, по 3-4 кандидатки от каждой области. Они принимают участие в финале. Победительница финала участвует в конкурсе Мисс Мира.
Финалистки конкурса Мисс Исландия также принимают участие в конкурсах Мисс Вселенная, Мисс Европа и Мисс Скандинавия.
В 2005 году победительница конкурса Мисс Исландия Уннур Бирна Вильяльмсдоттир (Unnur Birna Vilhjálmsdóttir) завоевала титул Мисс Мира.

## Звания победительниц региональных конкурсов красоты
- Ungfrú Akureyri (мисс Акюрейри)
- Ungfrú Suðurland (мисс Сюдюрланд)
- Ungfrú Austurland (мисс Эйстюрланд)
- Ungfrú Vesturland (мисс Вестюрланд)
- Ungfrú Vestfirðir (мисс Вестфирдир)
- Ungfrú Reykjavík (мисс Рейкьявик)
- Ungfrú Suðurnes (мисс Сюдюрнес)